# Andrei Feldorean
Andrei Feldorean (Brașov, 13 aprile 2000) è un saltatore con gli sci rumeno.

## Biografia
Originario di Săcele e attivo dal luglio del 2013, Feldorean ha esordito ai Campionati mondiali a Oberstdorf 2021, dove si è classificato 45º nel trampolino lungo e 12º nella gara a squadre, in Coppa del Mondo il 20 novembre 2021 a Nižnij Tagil (49º) e ai Giochi olimpici invernali a Pechino 2022, dove si è piazzato 50º nel trampolino normale e 52º nel trampolino lungo; ai Mondiali di Planica 2023 è stato 10º nella gara a squadre.